# Арминий, Якоб
Я́коб Арми́ний (лат. Jacobus Arminius); наст. имя Якоб Германзен (нидерл. Jacob Germanzen); 10 октября 1560, Аудеватер, Семнадцать провинций — 19 октября 1609, Лейден, королевство Нидерланды) — нидерландский протестантский богослов, основоположник арминианства.
Будущий богослов родился в небольшом городке Аудеватер в южной части Испанских Нидерландов. Получив начальное образование на родине, продолжил изучать богословие в университетах Марбурга, Лейдена, Женевы и Базеля. В Женеве преподавателем Арминия стал известный протестантский богослов Теодор Беза, сподвижник Жана Кальвина. Полученные от Беза отличные рекомендации позволили Арминию получить должность пастора в Амстердаме в 1588 году. Последнее десятилетие XVI века, на которое пришлось служение Арминия в Амстердаме, стало периодом утверждения протестантизма в Голландской республике и бурных богословских споров, в которых Арминий принял деятельное участие. В 1603 году он принял предложение занять пост профессора в Лейденском университете. Основным оппонентом Арминия в Лейдене стал Франциск Гомарус, сторонник реформатского учения о безусловном избрании. Полагая, что Арминий является сторонником доктрины о свободе воли и деятельном участии человека в деле своего спасения, Гомарус обвинял его в ереси пелагианства и полупелагианства. Их конфликт неоднократно становился предметом разбирательства гражданских властей республики, и своё самое известное произведение, «Объявление мнения», Арминий представил 20 октября 1608 года в своей речи перед Генеральными штатами. Богослов скончался в разгар споров относительно своего учения, и его последователи, получившие название ремонстрантов, организационно оформились после его смерти.
Многочисленные труды Арминия носят преимущественно полемический характер. Арминий не успел написать произведение, в котором бы суммировал свои взгляды. Попытки реконструировать его богословскую систему являются предметом многочисленных исследований. Согласно современному научному консенсусу, идеологически Арминий был существенно ближе к современным ему реформатским схоластам, чем арминианам XVII века. В системе Арминия Бог, являясь чистым действием, желает блага и, в своей мудрости, желает существования свободных созданий, которые бы знали его в его благости. Для блага своих созданий Бог создал мир, в котором возможно свободно и праведно обращаться к нему, поклоняться, радоваться, прославлять и любить его. В понимании Арминия свобода человеческих действий обеспечивается неопределённостью контингентных действий с точки зрения принятых Богом до начала времён решений. Как следствие, человек может сопротивляться действию благодати, что, по мнению Арминия, демонстрирует божественную справедливость и не делает Бога источником греха.

## Биография

### Становление

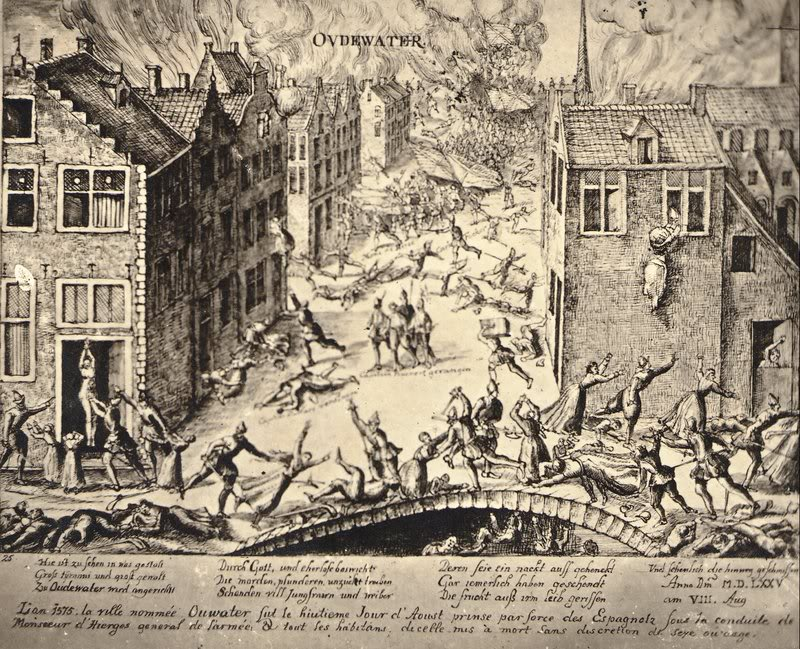
Разрушение Аудеватера испанскими войсками в 1575 году

Согласно традиционной биографии Арминия, восходящей к поминальной речи Петруса Бертиуса, будущий богослов родился 10 октября 1560 года в городе Аудеватер, в 12 милях от Утрехта. Имя, полученное при рождении, — Якоб Германзен (Jacob Harmensz) — он, по обыкновению своего времени, позднее латинизировал. Отцом Якоба традиция называет ножовщика Германа Якобсена (Jacob Harmensz), о происхождении которого ничего не известно. О матери Арминия сообщается, что её звали Ангелика Якобсдоттер (Engeltje Jacobsdr) из Дордрехта. Семья имела средний достаток, но после ранней смерти отца семейства Ангелика с детьми оказалась в стеснённых обстоятельствах, а в 1575 году вместе с детьми, братьями и сёстрами Арминия, она погибла в ходе осады Аудеватера; тогда же был и разрушен их дом. Такую версию изложил в 1609 году Петрус Бертиус, а вслед за ним и позднейшие биографы Арминия. В 1971 году Карл Бэнгс подверг её сомнению на основе анализа архивных источников. Исследователь сделал вывод, что нет никаких документов, подтверждающих дату рождения 10 октября 1560 года, и с бо́льшими основаниями можно говорить о 1559 годе. Сведения о происхождении отца и матери богослова также, скорее всего, не верны. С другой стороны, ему удалось обнаружить родственные связи Арминия по отцовской стороне, позволившие дать объяснение происхождению фамильного герба — трёх почтовых рожков. Сестра отца Арминия Герта Якобсдоттер (Geertje Jacobsdr.) во втором браке была женой богослова Йоханнеса Кухлинуса, на дочери которого от предыдущего брака был женат Бертиус. Другим зятем Кухлинуса был священник Фестус Хоммиус. Со всеми ними Арминий тесно общался в свои последние годы жизни в Лейдене.
Заботу о начальном обучении Арминия Бертиус приписывает священнику Теодору Эмилию (Theodorus Aemilius), о котором ничего не известно. К моменту рождения Арминия Аудеватер ещё принадлежал Испании и был до 1574 года преимущественно католическим городом. Вполне возможно, что свои юношеские годы Якоб провёл в Утрехте, посещая школу монастыря святого Иеронима, где познакомился со своим ближайшим другом и единомышленником Иоганном Утенбогертом (1557—1644). Со смертью Эмилия, предположительно датируемой 1574 или 1575 годом, в жизни Арминия начинается новый этап, связанный с именем лингвиста и математика Рудольфа Снеллиуса (1547—1613). Снеллиус, также уроженец Аудеватера, покинул охваченные войной Нидерланды вместе с юным земляком, предполагая устроить Якоба в протестантский университет Марбурга. Вероятно, это произошло в начале лета 1575 года, но уже в августе, как сообщает Бертиус, Арминий оплакивал на руинах родного города смерть своих родственников. Вскоре он вернулся к Снеллиусу в Марбург, проделав весь путь в 400 километров пешком. Примерно через год, узнав об открытии первого в Голландии университета в Лейдене, Якоб предпочёл вернуться на родину. По пути он на некоторое время остановился в Роттердаме, где познакомился с реформатскими богословами Жаном Таффином (1529—1602) и Бертиусом-старшим.
В Лейдене Арминий стал двенадцатым студентом, записавшимся на богословский факультет новообразованного университета. На одном с ним курсе учился юный Петрус Бертиус. Около 1578 года Снеллиус занял пост профессора древнееврейского языка и математики в Лейдене. Арминий на непродолжительное время стал его учеником, приобщившись в результате к философии Пьера Раме. Среди преподавателей, у которых Арминий обучался в Лейдене, были известный гебраист Иоганн Друзиус, греческий язык преподавали Пётр Тиара и с 1578 года Бонавентура Вулканиус, латынь — Николай Даммиус, право — Йост де Менин (Joost de Menijn) и Корнелий Гроций, дядя Гуго Гроция. Впрочем, нет оснований предполагать, что Арминий изучал право. Главным профессором богословия в 1575—1579 годах был Гийом Фёгере. Помимо Фёгере, богословским образованием Арминия занимался Ламбер Дано. В годы своего первого пребывания в Лейдене Якоб оказался свидетелем спора, отголоски которого прослеживаются в его более поздней судьбе. В ранний период Реформации многие крупные города самостоятельно определяли своё отношение к доктринальным вопросам. Лейден был из одним нескольких голландских городов, власти которого выказывали значительную враждебность к кальвинизму, предпочитая оставить за собой право принимать основные решения относительно религиозной жизни. Жан Кальвин пренебрежительно называл такой подход «либертинским», также он известен как эрастианство по имени швейцарца Томаса Эрастуса. Приглашённый руководством города в качестве священника Каспар Коолхаас вёл напряжённую борьбу с радикальными кальвинистами; не имея академической должности, он также читал лекции по богословию. Прямых указаний на участие в конфликте Арминия нет, но впоследствии он выражал признательность Коолхаасу. Из профессоров умеренных взглядов придерживался Фёгере, радикальных — Дано. Из бытовых подробностей о студенческой жизни Арминия не известно практически ничего, кроме того, что ему, как и прочим студентам и преподавателям, ежегодно полагалось не облагаемое налогами вино и пиво, и что он с несколькими другими студентами делил комнату в доме гебраиста Германа Рейнехеруса (Hermannus Reynecherus).

### В Женеве и Базеле, 1581—1588
В 1581 году Арминий завершил обучение в Лейдене и, показав выдающиеся успехи, привлёк внимание городских властей и духовенства, предложивших 21-летнему юноше продолжить обучение богословию. 31 сентября купеческая гильдия (Kramersgilde) предоставила ему сумму в 100 гульденов под письменное обязательство продолжить учёбу и посвятить свою дальнейшую жизнь благу церкви Амстердама; этот документ не сохранился. Вероятно, вслед за этим он посетил бургомистров города. Местом обучения была избрана Женева, и с 1 января 1582 года Арминий был зачислен в число студентов возглавляемого учеником Жана Кальвина Теодором Беза Женевского университета. Беза, с именем которого часто связывают возникновение реформатской схоластики, не изменив букву учения своего учителя, в значительной степени поменял в нём акценты, признав первостепенную значимость доктрины о предопределении. Предвосхищая споры о последовательности Божьих установлений, Беза был сторонником взглядов, после Дордрехтского синода 1618 года получивших название супралапсарианских. То есть, согласно его мнению, избрание одних людей к спасению, а других к проклятию, произведено Богом до начала времён и, соответственно, до грехопадения человечества. Как утверждают Бертиус и Каспар Брандт, именно этих взглядов придерживался Арминий в годы учёбы в Женеве и в первые годы пасторского служения в Амстердаме. Другим его интеллектуальным увлечением в тот период была философия Раме, построенная на отрицании методологии Аристотеля. О страстной защите Арминием рамизма сообщает Иоганн Утенбогерт. Согласно Бертиусу, преподаватель философии испанский аристотелист Пётр Галезий (Petrus Galezius) счёл выступление голландского студента неуместным, и Арминию пришлось на некоторое время уехать в Базель.
В Базеле у Арминия сложились хорошие отношения с профессором священной литературы Иоганном Якобом Гринеусом. О влиянии Гринеуса мало что известно, кроме того, что под его руководством Якоб подготовил лекции по Посланию к Римлянам — в Базеле было принято доверять студентам публичные лекции. Примечательно, что с него же Арминий начал свою проповедь в Амстердаме несколько лет спустя. В Базеле Якоб провёл не менее восьми публичных диспутов, больше, чем любой другой студент того времени. В сентябре 1583 года Гринеус написал властям Амстердама хвалебное письмо, превознося благочестие и успехи в учёбе своего студента. Ещё одной темой письма была просьба о финансовой помощи, поскольку стипендия поступала не регулярно, и Арминию часто приходилось брать деньги в долг. 21 ноября 1583 года он защитил диссертацию, после чего получил предложение звания доктора и жалования от Базельского университета. Сочтя себя слишком молодым для такой чести, Арминий вскоре вернулся в Женеву.
Возвращение в Женеву произошло, видимо, в августе 1584 года, но повторно в академию Арминий записался только в октябре. Как отмечает Утенбогерт, по возвращении он демонстрировал большую умеренность во взглядах и меньшую склонность к рамизму. Июнем следующего года датируется письмо, написанное Теодором Беза в ответ на запрос из Амстердама, весьма комплиментарное по отношению к Арминию (письмо достигло своей цели, и Якобу выслали денег). Вероятно, их отношения были в этот период дружескими, но стоит вопрос, был ли Арминий сторонником кальвинистских взглядов Беза. Согласно Каспару Брандту и позднейшим биографам — да. Возможно, Беза не стремился навязывать своё мнение студентам, среди которых были три ранних лидера ремонстрантов (Утенбогерт, Арминий и Конрад Ворстиус). В 1586 году Арминий завершил своё пребывание в Женеве, отправившись в Италию. Там он пробыл семь месяцев, обучаясь в Падуанском университете у известного аверроиста и критика схоластики Джакомо Дзабареллы. На власти Амстердама, продолжавшие оплачивать обучение Арминия, известие о путешествии в Италию произвело неприятное впечатление: выдвигались обвинения, что там он целовал перстень папы или общался с кардиналом Беллармином — у верного кальвиниста не могло быть причин стремиться на территорию, подвластную Антихристу.

### Пастор в Амстердаме, 1588—1603

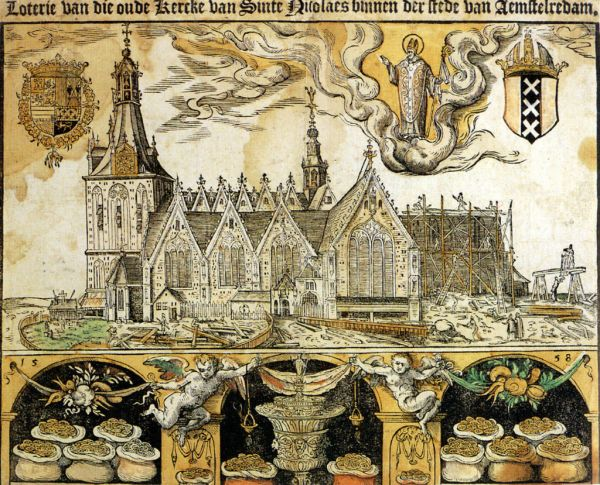
Старая церковь Амстердама на лотерейном билете, ок. 1558 года

Осенью 1587 года Арминий вернулся в Амстердам и 5 октября предстал перед городским классисом. Как орган регионального управления Голландской реформатской церкви, аналогичный пресвитерианскому пресвитерию, классис проводил предварительную проверку кандидатов на занятие священнических постов. Кандидаты должны были подписывать Бельгийское исповедание. Рассмотрев рекомендации Теодора Беза и Иоганна Гринеуса, собрание единогласно постановило принять Арминия в качестве священника, как только он получит соответствующее разрешение от города и сдаст экзамен. Основные формальности были завершены в первую неделю февраля следующего года, и Арминий начал участвовать в богослужениях в Старой церкви. До конца лета затянулось улаживание денежных вопросов — городские власти не полностью оплатили долг перед купеческой гильдией, и, наконец, 27 августа Арминий был рукоположён в звании пропонента (proponent), то есть кандидата в пасторы. Первое время его обязанности включали посещение горожан для проверки их веры, а также проведение вечерних богослужений. Поскольку в Амстердаме кадровые вопросы церкви требовали согласования с городскими властями, утверждение Арминия в качестве священника прошло в два этапа: 21 июля 1588 года за его кандидатуру проголосовала консистория, а согласие бургомистров было получено через неделю. Рукоположение состоялось 27 августа, после чего Арминий начал проповедовать в Старой и Новой церквях наряду с пятью другими священниками города. Согласно биографам, его проповеди пользовались особенной популярностью у городской элиты. 17 апреля 1589 года Арминий был избран секретарём классиса, а 25 июня 1590 года был делегирован для участия в поместном синоде, состоявшемся в Хорне.
В 1590 году Арминий женился на Лейсбет Реаль (Lijsbet Reael), дочери влиятельного члена городского совета Лауренса Реаля (Laurens Jacobsz. Reael). После Альтерации совет, представленный узким кругом семей, управлял гражданской и церковной жизнью Амстердама. О своей жене Арминий не оставил никаких упоминаний. Её младшим братом был Лауренс Реаль (1583—1637), генерал-губернатор Голландской Ост-Индии в 1616—1617 годах. Вероятно, первое время новобрачные жили в доме Реаля-старшего. В мае 1593 года они переехали в монастырь святой Урсулы, где занимали два дома. Их первый ребёнок, сын Герман (Harmen), названный в честь отца Арминия, родился в июле 1591 года и умер в следующем месяце. Второй сын, также названный Германом, родился и умер в апреле 1592 года.
Вскоре после переезда в Амстердам Арминий оказался вовлечён в конфликт относительно доктрины предопределения. Согласно рассказу Бертиуса, приблизительно датируемому 1591 годом, некие «добрые братья» из Делфта распространили памфлет «Responsio ad argumenta quaedam Bezae et Calvini ex tractatu de praedestinatione in cap. IX ad Romanos», в котором с инфралапсарианских позиций оспаривали взгляды на предопределение Дирка Коорнгерта, Жана Кальвина и Беза. Мартин Лидиус, ранее проповедовавший в Амстердаме, а затем профессор в фрисландском Франекере, послал памфлет Арминию, чтобы тот защитил своего бывшего учителя. В ходе написания опровержения, согласно Бертиусу, взгляды Арминия изменились дважды: сначала, исследовав аргументы сторон в поисках истины, он принял точку зрения делфтских братьев, но затем отверг и их учение, приняв подход Филиппа Меланхтона и датского лютеранина Николаса Хеммингсена (Nicholas Hemmingsen). Брандт приводит аналогичный рассказ, но датирует его двумя годами раньше. Согласно анализу Бэнгса, ко времени описанных событий Арминий уже давно, как минимум с начала служения в Амстердаме, не разделял взглядов Беза. Примерно тогда же он начал проповедовать новое учение, и 2 января 1592 года оно стало предметом рассмотрения консистории. Арминий и его сторонник Иоганн Хальсбергиус отказались вступать в дискуссию в присутствии бургомистра и потребовали участия исключительно священников. Тем временем Лидиус, услышав об этих событиях, отправился в Гаагу, где обратился за помощью к Иоганну Утенбогерту, пастору при дворе штатгальтера Морица Оранского, попросив его стать посредником в споре. Утенбогерт согласился и прибыл в Амстердам где, в свою очередь, обратился к Жану Таффину, пастору Валлонской церкви. 7 или 14 января был определён состав участников диспута, который прошёл в торжественной обстановке. Со стороны оппонентов выступил Петер Планциус, обвинивший Арминия в пелагианстве, следовании заблуждениям древних Отцов Церкви, отступлении от Бельгийского исповедания и Гейдельбергского катехизиса и приверженности ложному учению о предопределении и прижизненном совершенстве человека. Арминий отрицал обвинение в пелагианстве и отступление от догматов протестантизма, а также защищал учение Отцов. Предопределение он отказался обсуждать, поскольку темой обсуждения было заявлена седьмая глава Послания к Римлянам, в которой о нём ничего не сказано. В результате дискуссия зашла в тупик. Следующее обсуждение состоялось в городской ратуше 11 февраля того же года с участием бургомистров, расположенных к Арминию, благодаря его родственным связям, преимущественно дружеским, и священников. Городские власти отказались участвовать в решении религиозного спора, призвав оппонентов к взаимной терпимости и миру в Церкви.
В начале 1593 года споры возобновились. На заседании консистории 25 марта Арминия обвинили в том, что своими проповедями на 9 главу Послания к Римлянам он смущает прихожан и сеет несогласие среди священников. Некий мирянин Питер Дирксен (Piter Dirksen) отказался от причастия в церкви, где проповедуется «арминианство», и был поддержан Планциусом и бургомистром Клаесом Этгенсом (Claes Fransz. Oetgens). Ядро противоположного лагеря образовывали братья Ян, Рем и Симон Бископы. Арминий не согласился, заявил, что его толкования не противоречат Писанию и вероучительным формулам протестантизма, после чего собрание закончилось ничем. 22 апреля оппоненты потребовали, чтобы Арминий явно и недвусмысленно высказался по всем вопросам веры; это притязание было отвергнуто как необычное и неуместное. В следующий раз Арминия обвинили в начале мая, диспут был назначен на 20 мая, но оппоненты вновь не смогли предъявить богослову конкретных претензий. Неделю спустя на заседании консистории Планциус, наконец, сформулировал в трёх тезисах свои замечания. Во-первых, Арминию вменялось признание осуждения только на основе греха, что исключало детей из осуждения и противоречило доктрине предопределения Беза. Во-вторых, Арминию вменялись отрицание ценности добрых дел и, наконец, неверие в бессмертие ангелов. По первому вопросу богослов обратил внимание Планциуса на первородный грех, о котором тот забыл и который налагается равным образом и на детей; от обсуждения второго вопроса Арминий уклонился, а что касается третьего, то о бессмертии он рассуждал только в частном разговоре в доме Планциуса, и действительно, он говорил, что бессмертием обладает один Господь и что бессмертие ангелов не той же природы, что у Бога. Также обсуждался вопрос о принятии Арминием статьи 16 Бельгийского исповедания «О вечном избрании», а именно, кем являются те «все», «кого Он, согласно Своему вечному и неизменному установлению, избрал во Христе Иисусе, нашем Господе, по Своей великой благости без какого-либо исследования об их делах», — все верующие или же те, кому специальным божественным установлением была дарована вера; Арминий высказался в пользу первого варианта. Консистория сочла объяснения Арминия удовлетворительными и закрыла дело, и с тех пор формальные обвинения против него не выдвигались.
Помимо Послания к Римлянам, в амстердамский период Арминий обращался к Книге пророка Малахии, которой посвятил 69 проповедей, а также к книгам Марка, Ионы, Посланию к Галатам и Откровению. Тем временем 14 июня 1594 года у Арминия и его жены родилась дочь, названная Энгелтьен (Engheltien). Третьего сына, родившегося 24 декабря 1594 года, назвали так же, как и первых двух, Германом. Пятый ребёнок, названный Питером (Pieter) в честь деда Лейсбет по материнской линии, родился 7 октября 1596 года. Следующий ребёнок, названный в честь Иоганна Утенбогерта, появился на свет 25 августа 1598 года. Седьмой сын, названный в честь отца Лейсбет, умер в младенчестве в декабре 1600 года. Следующий их сын, родившийся 20 сентября 1601 года, был вновь назван Лауренсом в честь деда, к тому времени скончавшегося. Таким образом, у Якоба и Лейсбет ко времени переезда в Лейден было пять выживших детей.
С завершением периода диспутов Арминий вёл вполне обычную жизнь городского священника, находясь в мире со своими коллегами по классису. В 1594 году он по просьбе бургомистра осуществил реформу латинских школ города; подготовленные им правила действовали как минимум в течение XVII столетия. Также он принимал участие в деятельности консистории, о чём свидетельствуют сохранившиеся протоколы заседаний. Как видно из них, Арминий исполнял типичные пастырские обязанности: навещал больных, давал советы прихожанам, пытался разрешать конфликты и надзирал за общественной нравственностью. С апреля Якоб исполнял также обязанности секретаря классиса (scriba), а затем несколько раз избирался квестором (quaestor), то есть казначеем. В 1590-х — начале 1600-х годов он неоднократно был делегатом от Амстердама на поместных соборах Северной Голландии. На одном из них, в 1600 году, он председательствовал. Несколько раз ему поручали представлять город на переговорах по церковным вопросам и оказать помощь в разрешении религиозных проблем в других провинциях. Несколько раз Арминию пришлось иметь дело с браунистами Валлонии: их секта, в доктринальном отношении придерживавшаяся реформатской идеологии, в отношении обрядов демонстрировала полное неприятие практик голландской церкви. Длительное время Арминий, действуя вместе с Жаном Таффином, Франциском Юниусом и Планциусом, безуспешно пытался договориться с ними. В результате у браунистов сложилось отрицательное мнение о богословии Арминия, которое они сохранили, переселившись с пуританами в Массачусетс. Личная встреча Арминия с Юниусом произошла 10 декабря 1596 года, за чем последовала длительная переписка, преимущественно посвящённая проблеме предопределения. Отдельные письма из неё распространялись в рукописях начиная с 1597 года, а целиком она была издана в 1613 году под заглавием «Amica cum D. Francisco Iunio de praedestinatione per litteras habita collatio».

### Первые годы в Лейдене, 1603—1607

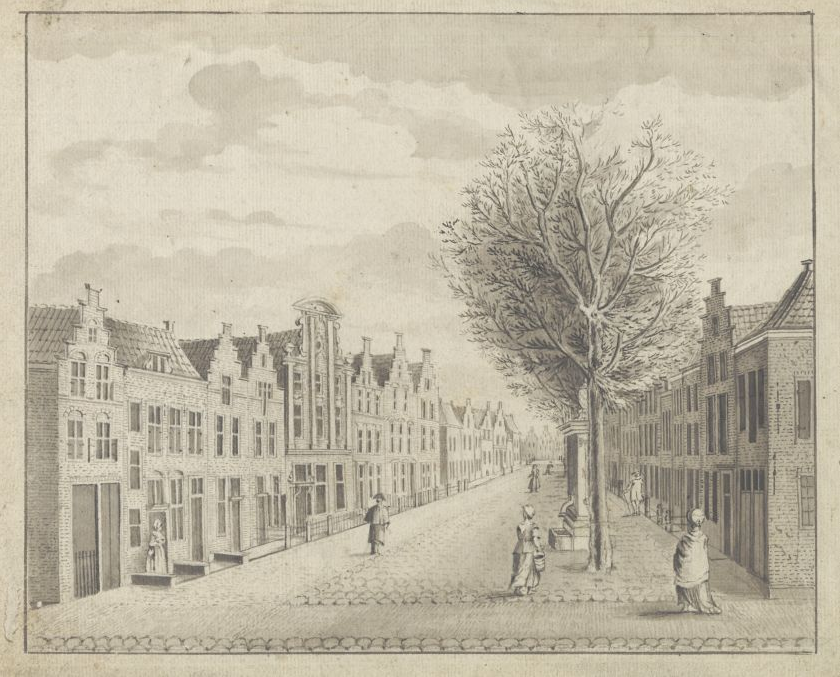
Улица Гаренмаркт в Лейдене в начале XIX века

Размеренный ход жизни Арминия нарушила эпидемия чумы, свирепствовавшая в Голландии в 1601—1602 годах. В Амстердаме духовенство практически не пострадало, но в Лейдене положение было хуже, и 28 августа 1602 года скончался профессор богословия Лейденского университета Лука Трелкатий. Друзья Арминия хотели, чтобы он занял освободившийся пост, и Гуго Гроций, в те годы изучавший юриспруденцию под руководством Скалигера, решил действовать через Утенбогерта. Последний написал Арминию письмо в сентябре, убеждая согласиться принять кафедру в Лейдене, если таковая будет предложена. В октябре Арминий ответил, что в целом не против, однако не хотел бы подводить амстердамских магистратов, которым чувствует себя обязанным и с которыми у него сложились хорошие взаимоотношения. Были и другие опасения: большая семья требовала средств к существованию, а пожизненный контракт (с его расторжением могли возникнуть сложности) в Амстердаме давал хороший доход. Сын Трелкатия, Лука Трелкатий-младший (ум. 1607), не претендовал на должность и только в следующем году занял место экстраординарного профессора. 23 октября 1602 года скончался Франциск Юниус, и единственным ординарным профессором богословия в Лейдене остался Францискус Гомарус (1563—1641), решительно настроенный против Арминия и считавший его еретиком. 29 октября Арминий откликнулся на кончину Юниуса письмом к Утенбогерту, в котором единственной реальной заменой покойному профессору назвал Йоханнеса Пискатора из академии Херборна. Тем временем в поддержку Арминия высказывались в беседах с Утенбогертом члены Верховного суда, и, по слухам, лейденские студенты тоже были единодушно за него. Противников тоже было немало, к Гомарусу примкнули Йоханнес Кухлинус из Богословского колледжа (Staten College) и ряд чиновников. Для обсуждения кандидатуры Арминия состоялось несколько конференций. В числе возражений указывались молодость, неопытность и конфликтность священника из Амстердама. 21 января 1603 года он сам по делам посетил Лейден и на вопрос о своих планах подтвердил, что готов рассмотреть предложение, если будет освобождён от своих обязанностей в Амстердаме. К февралю, однако, Гомарус начал жаловаться на огромную нагрузку, как единственного ординарного профессора, и 15 апреля были согласованы условия, на которых Арминий мог принять предложение из Лейдена, включая требование провести встречу с Гомарусом и разрешить все сомнения в гетеродоксии. Обсуждение спорных вопросов было назначено на 6 мая в доме куратора Лейденской библиотеки Януса Дауса в Гааге, куда Якоб прибыл вместе с Утенбогертом и Ромбаутом Хогербетсом. Присутствовали также делегаты от Северного и Южного синодов; консистория Амстердама была приглашена, но своих представителей не прислала. Диспут продлился два дня, и его основными темами была трактовка Арминия седьмой главы Послания к Римлянам и мысли, содержавшиеся в переписке с Юниусом. Поскольку, как выяснилось, Гомарус не был детально знаком с трудами своего оппонента, собрание, после обсуждения общецерковных вопросов, мирно завершилось обедом, организованном кураторами университета. 8 мая 1603 года Арминий официально был назначен профессором Богословского колледжа Лейденского университета.
Переезд для семьи Арминия был, видимо, непростым испытанием. Хотя и всего на 25—30 миль, на лодке надо было перевезти пятерых детей, младшему из которых было 2 года, и находящуюся на девятом месяце беременности Лейсбет. Неизвестно точно, где они поселились в Лейдене, возможно, в доме Януса Дауса на улице on de oulde oisrterling plaets (современная улица Гаренмаркт). Дом, где жила семья Арминия, не сохранился, он был разрушен в результате мощного взрыва в 1807 году.
Приняв кафедру, Арминий должен был, по настоянию руководства университета, получить степень доктора богословия. 19 июня он держал экзамен перед Гомарусом, а 10 июля успешно защитился на публичном диспуте на тему De natura Dei. Среди формальных оппонентов на диспуте были Бертиус и Хоммиус. На следующий день состоялась торжественная церемония присвоения учёной степени, на которой Арминий, по обычаю, принёс благодарность Богу и Гомарусу, пообещав оправдать возложенные на него надежды. Официальное назначение ординарным профессором датировано актом сената от 11 октября 1603 года. С 28 октября Арминий начал председательствовать на публичных диспутах. Напряжённость в отношениях с Гомарусом проявилась достаточно скоро, когда тот отрицательно отнёсся к трактовке доктрины предопределения, представленной новым профессором на диспуте 7 февраля 1604 года. Важнейшими темами данного диспута, опубликованного в 1613 году под названием «Examen thesium Gomari», были божественная справедливость и христология. Собственные взгляды Гомарус обнародовал 31 октября того же года, о чём Арминий сообщил на следующий день в письме к Утенбогерту, охарактеризовав своего оппонента как offensissimus. Оба диспута были переведены на голландский и стали достоянием общественности. Конфликт продолжился несколько месяцев спустя, когда 30 апреля 1605 года один из студентов Арминия выступил с опровержением тезисов Гомаруса. Восприняв данную критику как инспирированную Якобом, в своём ответном выступлении Гомарус адресовался не к студенту, а к профессору. В то же время неприязнь к Арминию демонстрировал и Кухлинус, назначивший свои лекции по Бельгийскому исповеданию на те же часы, в которые преподавал Арминий. Последний обратился с жалобой к бургомистру Лейдена, но тот не стал вмешиваться в планирование учебных расписаний, оставив дело на усмотрение куратора. Напряжённость в университете стала широко известна, и в церквях начали говорить о появлении новых фанатиков (нидерл. nieuwigheyt-drijvers), а классис Дордрехта издал постановление (gravamen) с требованием провести синод с целью прекращения раскола и скандала. Ввиду такого внимания к конфликту кураторы университета, магистраты Лейдена и богословы Лейденского университета выпустили 10 августа 1605 года совместное заявление, в котором отрицали наличие принципиальных разногласий между участниками спора. Документ подписали все профессора — Кухлинус, Гомарус, Трелкатий-младший и Арминий.
Факт подписания профессорами вполне дружественного документа, как сообщает биограф Арминия Каспар Брандт, многих поверг в изумление. Тем не менее, напряжённость в отношениях сохранялась, и современный исследователь Кит Стэнглин связывает её с раздражительностью Гомаруса, усугубляемой отрицательным влиянием его зятя Хоммиуса и Петера Планциуса. Брандт, чьё изложение носит проарминианский характер, упоминает также о том, что в начале 1604 года Гомарус счёл себя оскорблённым, когда Арминий начал читать лекции по Новому Завету, который он считал «своей территорией». Как и в случае с Кухлинусом, данное разногласие Арминий попытался решить, обратившись к кураторам. Менее известно об отношениях с Трелкатием, чей интеллектуальный уровень Арминий считал не очень высоким. Взгляды Трелкатия на предопределение Арминий считал абсурдными, что, впрочем, не противоречило тому, что по большей части вопросов все профессора имели сходные взгляды.

### Последние диспуты, болезнь и смерть, 1605—1609

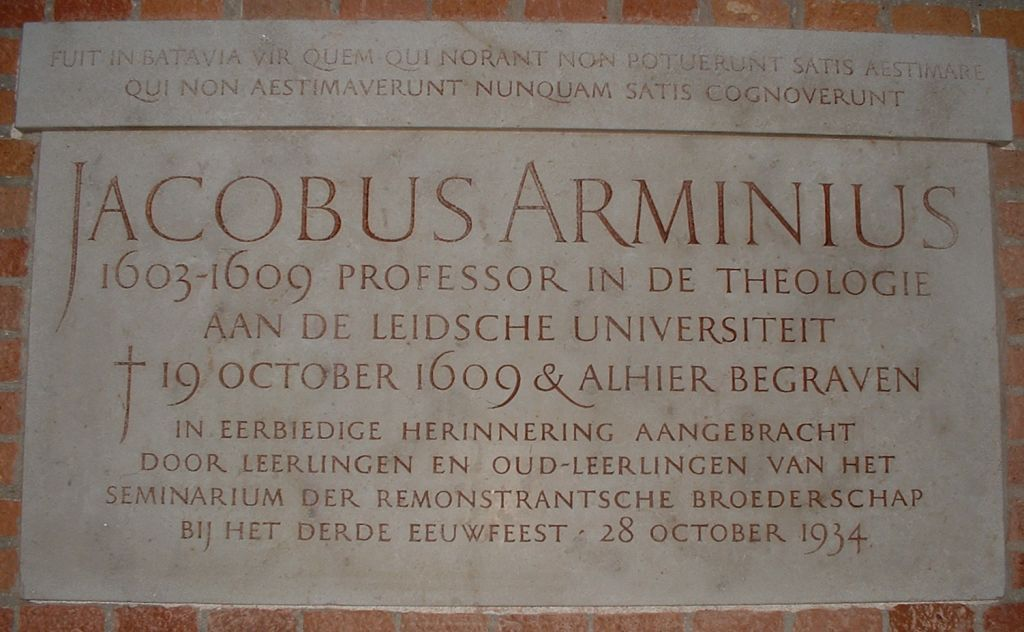
Памятная табличка в лейденской Церковь Святого Петра (Лейден)

В феврале 1605 года Арминий был избран на год Rector Magnificus университета. Избрание отражало высокую оценку деятельности профессора со стороны коллег, но теперь каждый его шаг и каждое слово пристально изучались его врагами, искавшими повод для обвинений. Продолжали распространяться слухи, что в Лейдене преподают новое учение. 30 июня к Арминию обратились пять священников из различных городов Северной и Южной Голландии с просьбой разрешить их сомнения, вызванные слухами о том, что существует угроза целостности реформатского богословия. Указанные слухи, помимо прочего, основывались на нескольких случаях, когда подозрения в неортодоксальности высказывались в адрес студентов Арминия. Понимая, что если он согласится, то подобные просьбы будут постоянно повторяться, Арминий отказал депутации. Священники не приняли отказа, и от их лица Франциск Лансбергиус (Franciscus Lansbergius) заявил, что они уполномочены своими синодами, действуют официально и потому рассчитывают на удовлетворение своей просьбы. В ответ Арминий предложил им действовать через кураторов и требовать объяснений в том числе у Гомаруса и Трелкатиуса, с чем священники согласились. Затем, в конце августа, синод Южной Голландии принял к рассмотрению просьбу классиса Дордрехта и попросил кураторов университета определить позицию профессоров по спорным вопросам. Те были призваны и вновь подтвердили, что имеющиеся разногласия не выходят за рамки учебного процесса, ход которого не должен заботить богословов Дордрехта. 9 ноября депутаты синода Лансбергиус и Фестус Хоммиус представили факультету 9 вопросов по поводу связи избрания и веры, первородного греха, пользы добрых дел, благодатного характера веры, уверенности в спасении, стойкости святых и возможности совершенствования. Профессора отказались от сотрудничества, но в конце года Арминий сформулировал своё частное мнение в трактате «Responsio ad questiones novem» и в переписке с Утенбогертом.

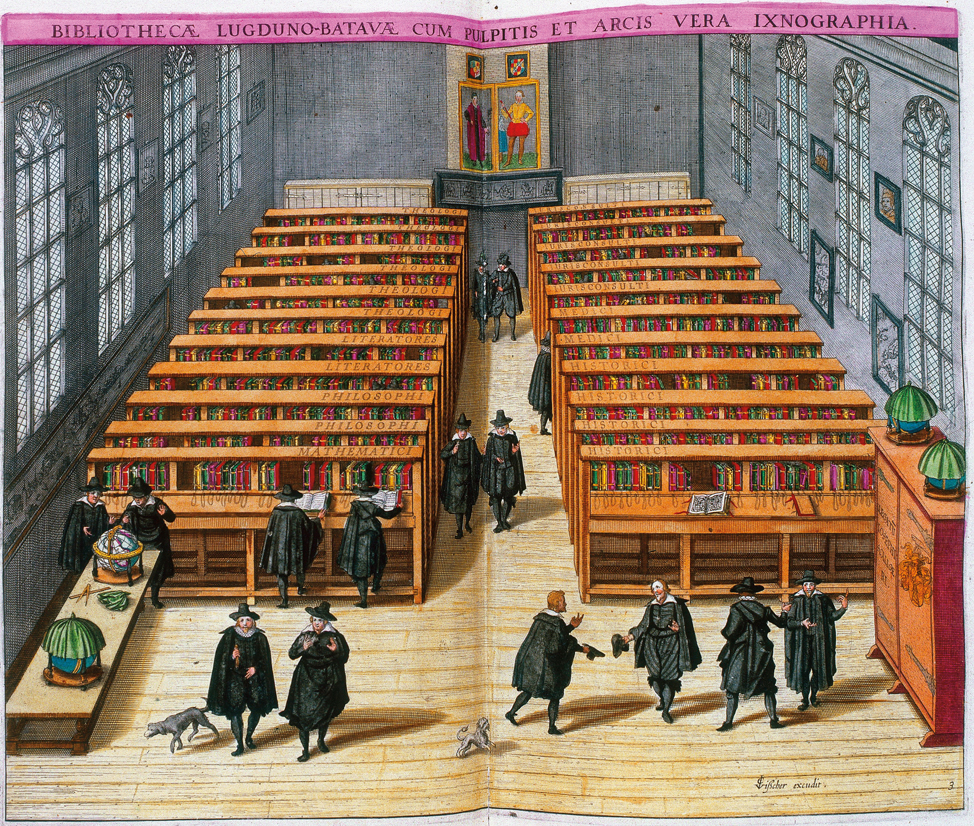
Библиотека Лейденского университета в 1610 году

В начале 1606 года Арминий снова начал читать лекции по книге пророка Малахии и, поскольку в её втором стихе упоминаются Иаков и Исав, не мог не затронуть тему предопределения. 8 февраля, завершая свой срок в качестве Rector Magnificus, Арминий выступил с большой речью об устранении религиозных разногласий среди христиан. По мнению профессора, выходом мог бы стать представительный синод, на котором делегаты могли бы высказаться, используя методы логики, не отвлекаясь на политику и иные не относящиеся к делу проблемы. В результате был бы достигнут основанный на Писании консенсус. 26 мая 1607 года группа пасторов собралась для обсуждения предстоящего национального синода. В числе делегатов были в том числе Арминий, Гомарус, Утенбогерт, священник Йоханнес Богерман (в 1618 году он председательствовал на Дордрехтском синоде) и профессор Франекерского университета Сибрандус Луббертус. По поручению Штатов, на данном «Подготовительном конвенте» (Conventus praeparatorius) следовало определить принципы формирования делегаций на синоде, правила выражения на нём мнений и обязательность принятых решений для церкви. По ряду вопросов согласие было достигнуто быстро. Синод должен был состояться летом следующего года в Утрехте, и приглашения должны были быть направлены во все провинциальные синоды, включая Валлонскую церковь и общины голландских беженцев во Франции и Германии. Разногласия вызвал вопрос о том, должны ли быть делегаты связаны только словом Божиим или же ещё признавать Гейдельбергский катехизис и Бельгийское исповедание. Против придания указанным вероучительным документам априорного статуса высказались только Арминий, Утенбогерт и два утрехтских священника. Иностранное происхождение катехизиса для одних делегатов являлось аргументом в пользу невозможности его изменения, а для других поводом для пересмотра. Соответственно, спорным был и вопрос о целях созыва синода. Известие о напряжённых спорах на конвенте широко распространялось сторонниками обеих партий. Благодаря эпистолярной деятельности Луббертуса о «ереси» Арминия стало известно в Париже, Гейдельберге, Шотландии, Женеве и Цюрихе. Циркулировали слухи, что Арминий и Утенбогерт получили письма от папы с предложением крупной взятки за вероотступничество, что вызывало сильное возбуждение в обществе на фоне переговоров о перемирии с Испанией. Арминий тоже пытался распространять свои взгляды. Ко второй половине 1607 года относится его переписка с Конрадом Ворстиусом, в то время профессором в реформатской гимназии Арнольдинум в Штайнфурте. Внимательно изучив аргументы Арминия, Ворстиус стал его сторонником и после его смерти занял его кафедру в Лейдене. В апреле 1608 года Арминий изложил свои взгляды послу Пфальца в Нидерландах Ипполиту фон Колли (Hippolyt von Colli), сначала устно, а затем письменно. В мае 1607 года Арминию повысили жалование до 300 гульденов в год, что позволило его семье переехать в новую квартиру на улице Питерскеркхоф.
В апреле 1608 года Арминий и Утенбогерт написали петицию в Генеральные штаты Голландии и Западной Фрисландии, доказывая, что занятая ими позиция относительно созыва синода, хотя и доставила всем столько проблем, не имеет целью создание некоего нового положения дел, что они привержены реформатской церкви «до последнего вздоха». Решением Штатов Арминий и Гомарус вместе с другими четырьмя делегатами конвента должны были предстать перед Верховным судом, дать объяснения и достигнуть согласия. 30 и 31 мая 1608 года встреча состоялась, но суд не горел желанием вмешиваться в духовные споры, а Гомарус отказался выступать обвинителем Арминия перед светскими властями. Если же, как заявил Гомарус, у Арминия есть какие-либо претензии, пусть он их предъявит. Последний, в свою очередь, выразил удивление таким словами после всех доставленных ему беспокойств и продолжал настаивать на конкретизации претензий. Далее между богословами состоялась непродолжительная дискуссия на тему вменённой праведности, после чего суд предложил обоим изложить свои позиции и критику оппонентов письменно, что и было сделано. В завершение Штаты в очередной раз констатировали, что принципиальные разногласия отсутствуют, и в дальнейшем лейденские богословы будут жить в мире и согласии, придерживаясь Писания и вероучительных документов церкви. Гомарус не был согласен с такой оценкой и заявил протест, не считая возможным, как он выразился, «предстать перед престолом Господа с такими взглядами», которые, если не будут пресечены, приведут ко всеобщей вражде. В свою очередь, Арминий в очередной раз назвал своё учение находящимся в полном соответствии со Священным Писанием и подтвердил готовность защищать его на любом синоде или перед Генеральными штатами.
Возможность изложить свои взгляды Арминию была предоставлена, и 20 октября 1608 года его пригласили на заседание Генеральных штатов через 10 дней. В назначенное время он выступил в Бинненхофе с речью, получившей название «Объявление мнения» (нидерл. Verclaringhe Iacobi Arminii Saliger ghedachten, in zijn leven Professor Theologiae binnen Leyden: Aengaende zyn ghevoelen, лат. Declaratio sententiae). «Объявление мнения» стало последней значительной работой Арминия. Вскоре разрешения выступить перед Штатами добился Гомарус, и 12 декабря он обвинил Арминия в следовании заблуждениям пелагиан и иезуитов в вопросах благодати и свободы воли, оправдании и санктификации. В доктрине предопределения Гомарус называл ошибочными взгляды Арминия на значимость для спасения предвидимой Богом веры людей. Свои еретические учения, согласно Гомарусу, Арминий излагал не открыто в университете, где его тайное лютеранство стало заметно, а студентам в своём доме. Эффект обоих выступлений представители каждого из лагерей оценивают различно: историки арминианской направленности полагают, что более благоприятное впечатление произвело спокойное выступление Арминия, кальвинисты связывают его успех с легковерностью заседателей в Штатах.
7 февраля 1609 года у Арминия обострился туберкулёз, которым он страдал многие годы. Состояние больного было крайне тяжёлым, к лечению были привлечены лучшие врачи города, включая профессора анатомии Питера Паува и профессора медицины Рейнье Бонтиуса. Тем временем кураторы университета и бургомистр выделили средства ему и Гомарусу на публикацию богословских тезисов. Тезисы были быстро распроданы, но желаемая цель не была достигнута, и «война памфлетов» продолжалась. Слегка поправив здоровье, Арминий продолжил полемику и вернулся к преподаванию; 25 июля он в последний раз председательствовал на учебном диспуте. Ситуация накалялась, и Генеральные штаты, желая избежать созыва национального синода, организовали «дружескую конференцию» для обмена мнениями. Каждой из сторон было позволено пригласить четырёх богословов, и Арминию помогали Утенбогерт, Адриан Борриус из Лейдена, Николас Гревинховиус из Роттердама и Адольф Венатор из Алкмара. Гомаруса сопровождали Хоммиус, Йоханн Акрониус из Схидама, Якоб Роландус из Амстердама и Йоханн Богардус из Алкмара. Со вступительным словом выступил дипломат Йохан ван Олденбарневелт, подчеркнув необходимость примирения между участниками спора. Дискуссия не завершилась за один день, следующее заседание было назначено на 18 августа, но в перерыве Арминий почувствовал себя настолько плохо, что был вынужден вернуться домой. Конференция была завершена 21 августа, когда стало ясно, что перспектива примирения отсутствует. 12 сентября Арминий написал в парламент, что вряд ли сможет принять участие в дальнейших заседаниях. 19 октября он умер в своём доме в Лейдене. Согласно Бертиусу, враги Арминия до последних дней преследовали его, упражняясь в оскорбительных анаграммах, в то время как умирающий сохранял достоинство и много молился.

## Богословская методология Арминия
Распространённым является взгляд на богословие Арминия как «антисхоластическое», то есть основанное непосредственно на библейских текстах, нежели на формальных логических умозаключениях. Нередко таким образом обосновывается оригинальность его взглядов. Например, нидерландский ремонстрантский богослов Геррит Ян Хёндердаал прямо связывал различия во взглядах на предопределение Арминия и Гомаруса с их противоположными позициями относительно схоластической методологии. С конца XX века в историографии приобрела популярность концепция «реформатской схоластики», в рамках которой обосновывается методологическая преемственность послекальвиновского богословия с традицией средневекового университетского преподавания. Согласно данной концепции, до начала XVI века схоластическая философия, имеющая в своей основе изучение и комментирование текстов Аристотеля и накопленной аристотелевской традиции, являлась основной интеллектуальной системой. Реформация, постулируя принципы sola Scriptura и sola fide, вместе с богословием схоластов отвергла и их философскую методологию. Мартин Лютер отказывался признавать значение мирского знания и утверждал, что, «используя понятия логики и философии в богословии, необходимо приходишь к выстраиванию ложных систем». Мнение Лютера разделяли и другие основоположники Реформации, включая Жана Кальвина, Ульриха Цвингли и, в меньшей степени, Филиппа Меланхтона. Альтернативой аристотелизму для протестантов второй половины XVI стало учение гугенота Петра Рамуса (1515—1572). Стремясь разрушить жёсткие схемы Аристотеля, Рамус попытался превратить логику в «практическую» науку. Его подход состоял в сокращении числа истинных силлогизмов и общего упрощения структуры знания путём последовательной дихотомизации: каждое общее утверждение делилось на две части, и процесс повторялся нужно число раз. Так, грамматика, определяемая как «искусство говорить правильно», подразделялась на этимологию и синтаксис; этимология на буквы и произношение и так далее. Как и схоластическая методология, рамизм не налагал сущностных ограничений, и с его помощью построили свои богословские системы Захария Урсин, отличавшийся непостоянством убеждений Йоханнес Пискатор и идеолог пуританизма Уильям Перкинс. Арминий отдал должное рамизму как актуальному направлению мысли, и его «Диссертация» о седьмой главе Послания к Римлянам содержит рамистскую диаграмму на тему предопределения. В содержательном отношении Рамус не отрицал Аристотеля полностью, в частности введённое в «Метафизике» деление на четыре причины. В «Диссертации» Арминий использует метод дихотомизации для выявления материальной, формальной, движущей и конечной причин предопределения.
В силу ряда причин влияние рамизма оказалось достаточно ограниченным, но свойственные ему наглядные приёмы представления информации быстро переняли католические и протестантские аристотелисты. В Женеве аристотелизм вернул свои позиции в университетском образовании благодаря Теодору Беза и итальянским иммигрантам (Пётр Мартир Вермильи, Джироламо Занчи и другим). Ко времени деятельности Арминия наиболее влиятельным представителем аристотелизма был испанский иезуит Франсиско Суарес (1548—1617), чьи «Disputationes metaphysicae» знали и протестанты. Предлагаемая Суаресом методика познания состояла из рассмотрения любой вещи как существования («an sit»), актуального или потенциального, и как сущности («quid sit»); с точки зрения сущности вещь может быть познана «совершенно» или частично, в пределах некоторых акциденций. Схоластическим понятийным аппаратом причинности в трактовке, близкой к суаресовской, пользовались даже те протестантские богословы, которые, как Кальвин, в целом отвергали схоластический метод. Вопрос о том, в какой степени данной техникой владел Арминий, является дискуссионным. По общему мнению сторонников и противников Арминия, в своих трудах он употреблял схоластический жаргон существенно реже коллег. Последние даже склонялись к мнению, что в тонкостях метафизики и схоластического богословия он был полностью некомпетентен. Такая репутация Аримния сохранялась достаточно долго, и в 1825 году издатель первого английского собрания сочинений Арминия Джеймс Николс утверждал, что тот сознательно избегал всего, что связано с метафизическим знанием. Согласно К. Стэнглину, такая репутация восходит к представлению об Арминии как прежде всего богословском гуманисте, нежели схоласте, и в целом не отражает действительности. Арминий успешно использовал технику схоластики тогда, когда это было уместно, причём с учётом характерной для Лейденского университета специфики.

## Труды

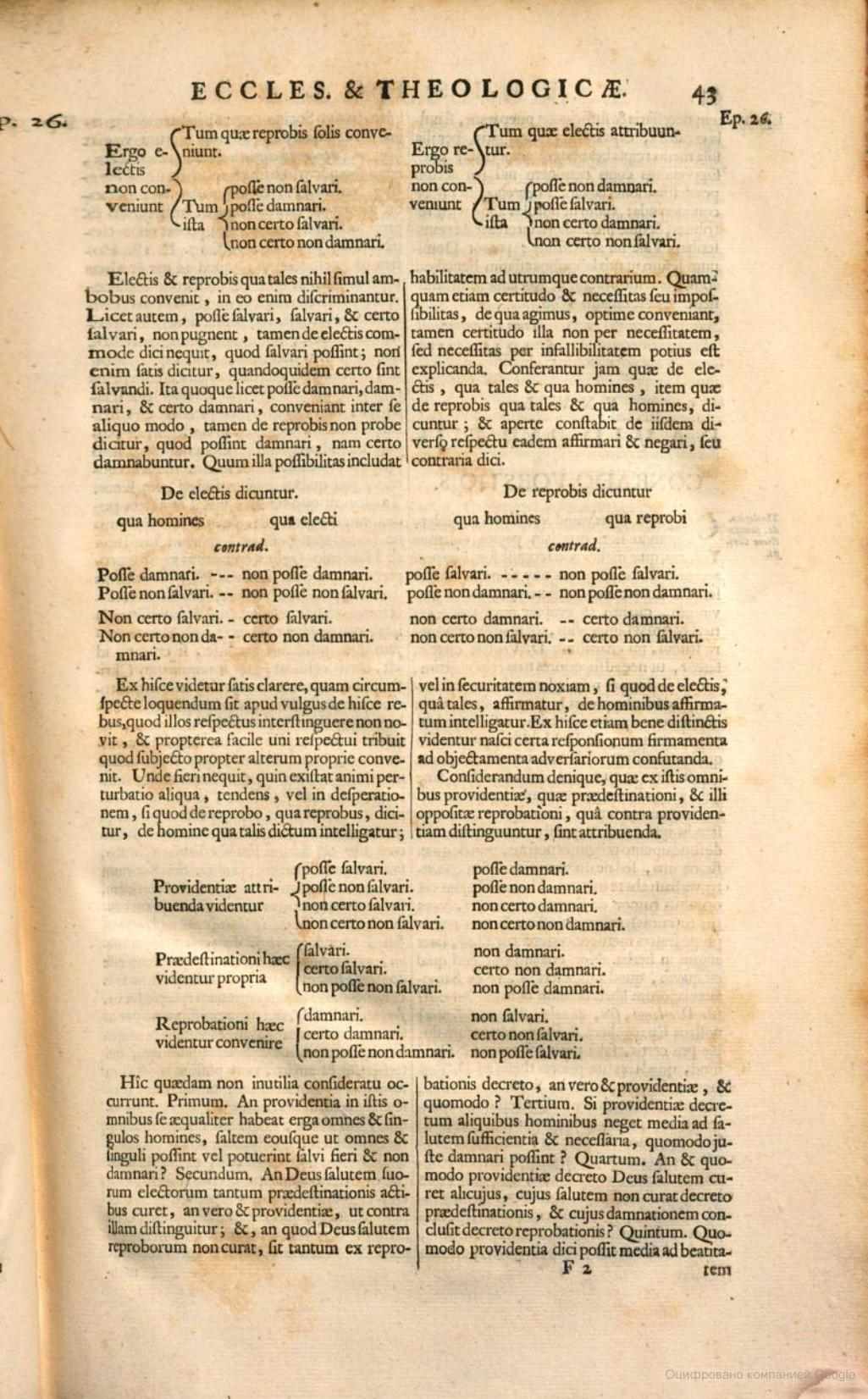
Диаграммы о предопределении в письме XXVI Арминия к И. Утенбогерту (1598), страница из издания 1684 года

Как богослов, Арминий был в первую очередь священником и проповедником, но не выдающимся христианским писателем. За свою не очень долгую жизнь он создал немного произведений, ни одно из которых нельзя назвать его magnum opus. Большинство из его трудов можно отнести к апологетическому и полемическому жанру. Ранние богословские труды Арминия сохранились не полностью. В частности, до нашего времени не дошли его проповеди амстердамского периода. Тем не менее, на это плодотворное время, по оценке Карла Бэнгса (Carl O. Bangs), приходится 45 % всего творчества богослова, включая комментарии на главы 7 и 9 Послания к Римлянам, переписка с Франциском Юниусом и Иоганном Утенбогертом, критика на книгу Уильяма Перкинса. Все они были опубликованы после смерти автора. «Диссертация об истинном и точном смысле седьмой главы Послания к Римлянам» была написана на латыни в те же годы, когда Арминий читал проповеди по данному предмету. Последняя редакция диссертации, судя по посвящению «девяти сиротам», была подготовлена незадолго перед смертью Арминия. Проблема предопределения детально рассматривается в комментариях на главу 9 того же послания. Поводом к их появлению стала деятельность фризского реформатора Жиллиуса Снекануса, доказывавшего, в духе Меланхтона, приемлемость доктрины об условном предопределении, то есть такого, которое зависит от действий человека. Возмущённый такими утверждениями, в 1593 году Теодор Беза обратился к своим голландским друзьям Жану Таффину и Иоганну Утенбогерту с просьбой прекратить деятельность Снекануса. Просьба Беза была услышана, но усилия Таффина ни к чему не привели. В свою очередь, в ответ на выход в 1596 году трактата Снекануса на тему 9 главы Арминий обратился к нему с письмом поддержки, сообщив о сходстве их взглядов и пообещав написать книгу на тот же предмет. Трактат Арминия был впервые издан в 1612 году Годфридом Бассоном (Godefridus Basson) в качестве приложения к написанной позднее критике Уильяма Перкинса. Перкинс (1558—1602), которого можно причислить к умеренным пуританам, являлся одним из крупнейших английских богословов своего времени. Важнейшие труды Перкинса касались вопроса о предопределении. Его трактат «О способе и порядке предопределения» («De pradestinationis mode et ordine: et de amplitudine gratiae divinae») был издан в Кембридже в 1598 году и на следующий год перепечатан в Базеле. Арминий, будучи поклонником творчества Перкинса, немедленно ознакомился с книгой и был огорчён ею. Желая высказать свои соображения автору, он начал готовить подробный ответ («Examen modestum libelli,
quem D. Gulielmus Perkinsius apprime doctus theologus edidit ante aliquot annos de praedestinationis modo et ordine, itemque de amplitudine gratiae divinae»), но не успел завершить его до смерти Перкинса в 1602 году.
В 1603 году, по случаю получения докторской степени в Лейдене, Арминий выступил с речью о священстве Христа («Oratio de sacerdotio»). В том же году, приступив к исполнению обязанностей профессора, он представил три речи на тему предмета богословия («Orationes tres»). В отличие от университетских выступлений, важнейшая речь Арминия «Объявление мнения» («Verklaring van Jacobus Arminius») была написана на голландском языке. Рукопись, по которой он читал свою речь 20 октября 1608 года в Гааге, сохранилась и была опубликована в 1610 году Томасом Бассоном, тогда как в собрание сочинений был включён латинский перевод неизвестного авторства. Вместе с «Ответами на девять вопросов» «Объявление мнения» стало первым трудом Арминия, переведённым на английский язык. 1608 годом датируется также «Apologia adversus articulos XXXI», апологетическое произведение, в котором богослов на обширном материале цитат из трудов Отцов Церкви обосновывал свои оспариваемые положения.
Собрание сочинений Арминия включают также диспуты, проходившие под его председательством в Лейдене в 1603—1609 годах. В издание «Opera theologica» (1629) включено 25 публичных и 79 частных диспутов общим объёмом 258 страниц. Усилиями К. Стэнглина выявлено 36 ранее неизданных диспутов. В 1613 году также были опубликованы обнародованные 31 октября 1604 года тезисы Гомаруса и ответы на них Арминия («Examen thesium Gomari»). Применительно к данным богословским текстам дискуссионной является проблема авторства, то есть до какой степени тезисы диспутов между учениками Арминия могут быть признаны принадлежащими их учителю. Для диспутов в целом общего подхода для определения авторства нет, и, как правило, таковое приписывается председательствующему. Впрочем, встречаются исключения, и для диспутов юридического факультета Лейденского университета с середины XVI века до 1630 года установлено, что тезисы писали сами студенты. Другим образом, по мнению К. Стэнглина, обстояло дело на богословском факультете или, как минимум, среди студентов Арминия. В качестве доказательств исследователь приводит следующие аргументы: свидетельства самого Арминия, который в доказательство своей ортодоксальности ссылается на проведённые под его руководством диспуты; указания на то, что Арминий зачастую лично отстаивал предъявленные к защите положения; мнение коллег Арминия, прежде всего Утенбогерта, видевших в диспутах изложение его богословской системы; значительная текстуальная и идейная общность тезисов различных студентов. С другой стороны, существуют достаточно весомые аргументы в пользу более осторожного использования диспутов в качестве источника для определения богословских убеждений Арминия. К диспутам примыкает трактат «Examen thesium Gomari», появившийся в качестве ответа на публичные диспуты Гомаруса о предопределении. «Examen» был впервые опубликован только в 1645 году.
Сохранилось свыше 100 писем Арминия. Под названием «Praestantium ac eruditorum virorum epistolae ecclesiasticae et theologicae» эпистолярное собрание было издано Филиппом ван Лимборхом и после 1704 года не переиздавалось. Около 50 писем адресовано Утенбогерту. На важность одного из них (номер XXVI в собрании Лимборха, 1598 год) для понимания богословия Арминия первым обратил внимание К. Бэнгс. В нём посредством анализа рамистских диаграмм Арминий приходит к выводу о том, что никто не спасётся без предопределения. Голландский философ Эф Деккер (Eef Dekker), тщательно проанализировавший стоящую за схемами в письме модальную логику, пришёл к выводу о приверженности Арминия своеобразному «метафизическому детерминизму». Самостоятельное значение имеет также написанное в 1608 году письмо к пфальцскому послу Ипполиту фон Колли («Epistola»).

## Предшественники и испытанное влияние
Оппоненты часто обвиняли Арминия в подверженности католическому влиянию. Гомарус утверждал, что своим учением он обязан католическим схоластам Фоме Аквинскому, Габриэлю Билю, Альберту Пигиусу, Луису де Молине, Франсиско Суаресу и отцам Тридентского собора. Относительно Аквината Арминий был действительно очень высокого мнения, восхищаясь его «гением и эрудицией». В то же время на Дордрехтском синоде звучали обвинения в отвержении учения уважаемых реформатских богословов предшествующего поколения: Жана Кальвина, Теодора Беза, Петра Мартира Вермильи, Джироламо Занчи и автора Гейдельбергского катехизиса Захарии Урсина. Современный реформатский богослов Гомер Хуксем возводит арминиевское учение о предопределении к ранним критикам Кальвина, утверждая, что в своём учении Арминий «соединил еретические элементы» Хуберта Дойфхоиса (1531—1581), Дирка Коорнгерта (1522—1590), Каспара Коолхааса (1536—1615), Адольфа Венатора (ум. 1618) и других. Хотя большинство из указанных авторов имелись в библиотеке Арминия, а в его трудах встречаются многочисленные цитаты из трудов предшественников, с уверенностью говорить о наличии какого-либо влияния затруднительно. Единственное, в чём можно быть уверенным, что для Арминия, как и для всех протестантских богословов, высшим авторитетом была Библия. Не являлось чем-то необычным его сомнение в непогрешимости святоотеческой экзегетики и предпочтение древних авторов более новым. Среди раннехристианских церковных писателей Арминий отдавал предпочтение Тертуллиану, Оригену, Лактанцию, Иларию Пиктавийскому, Амвросию Медиоланскому, Иоанну Златоусту, Иерониму Стридонскому, Просперу Аквитанскому, Иоанну Дамаскину и — прежде всего — Августину.
Позднеантичный богослов Аврелий Августин (354—430) имел особое значение для раннего протестантизма по многим причинам, не в последнюю очередь благодаря тому, что его учение о предопределении было созвучно со взглядами Мартина Лютера и Жана Кальвина. С другой стороны, в обширном наследии африканского епископа можно было обнаружить различные подходы к данному предмету, и если большинству протестантов был ближе поздний Августин периода борьбы с ересью Пелагия, то Арминий считал более правильными его ранние труды. Отчётливо разница в подходах проявляется в комментариях на главу 7 Послания к Римлянам («Dissertatio de vero et genuino sensu capitis VII ad Romanos»). В своих лекциях Арминий предложил вызвавшую споры трактовку данного новозаветного текста. Согласно общепринятой на тот момент точке зрения, «бедный» и не знающий, что делает, человек, о котором говорит апостол Павел, это возрождённый человек, уже получивший благодать, но ещё подчиняющийся ветхозаветному Закону. Напротив, Арминий, вслед за «ранним» Августином, полагал, что речь идёт о невозрождённом человеке и что глава иллюстрирует функцию закона — отвратить от греха и привести к Христу. Богослов отмечал, что, хотя Августин позднее изменил свои взгляды, церковь не осудила его первоначальную позицию. Более того, обширными цитатами Арминий доказывал, что его современники в своих интерпретациях не вполне совпадали с «поздним», подвергшимся влиянию «неких экзегетов», Августином. Опираясь на высказывания последнего, Арминий также обосновывал не только то, что его труды не содержат пелагианства, но и опровергают его.
Важным дискуссионным вопросом является установление времени и причин формирования оригинального богословия Арминия. Согласно Бертиусу и Брандту, обучаясь в Женеве у Теодора Беза, а затем в начале своего священнического служения, Арминий придерживался супралапсарианских взглядов своего учителя. Поворотным моментом в их концепции стали споры вокруг учения Дирка Коорнгерта, разгоревшиеся в 1589 году или чуть позже, после чего Арминий разочаровался в обеих версиях учения о безусловном предопределении. По мнению Бэнгса, утверждение о том, что Арминий уже к началу службы в Амстердаме не был согласен с учением Беза, не корректно. Кит Стэнглин обращает внимание на спектр мнений, существовавший в лейденском Богословском колледже к моменту прихода туда Арминия, и культуру ведения дискуссий в этом учебном заведении. Согласно его анализу, все прочие профессора придерживались супралапсарианских взглядов, но до смерти Кухлинуса в 1606 году полемика велась корректным образом, что даёт основания предположить более позднюю датировку углубления расхождений по вопросу о предопределении. Тем не менее, классическое объяснение не отвергнуто, и в 2010 году нидерландский религиовед Вильям ден Бур вновь связал начало сомнений Арминия в учении Беза со спорами вокруг взглядов Коорнгерта, в которые его вовлёк Мартин Лидиус.

## Взгляды

### Божественные природа и жизнь
Согласно распространённой точке зрения, сутью взглядов Арминия является учение о предопределении. Тем не менее, его богословское наследие существенно шире и охватывает значительную часть христианской догматики. В области толкования божественной природы Арминию принадлежат 10 аксиом и аргументов для доказательства существования Бога (Disp. priv. XIV). В своём понимании природы Бога и его атрибутов Арминий не отклонялся от современной ему реформатской ортодоксии. В целом в своих речах и диспутах он выражал мнение, что человек не может знать божественную природу a priori, а только лишь в незначительной степени, «через зеркало тайны». Тем не менее, Арминий подробно разработал учение о природе Бога, атрибуты которой относил «к первому моменту (лат. momentum) божественности». Важнейшее положение в его богословской системе занимало учение о божественной простоте, то есть представление о том, что Бог не состоит из каких-либо частей, его бытие ничем не обусловлено и является самодостаточным, проистекая из себя самого (лат. a se). Классическое рассуждение Фомы Аквинского обосновывало эквивалентность всех божественных атрибутов между собой и каждого из них Богу, что подразумевало отсутствие неких более фундаментальных божественных элементов. Доказательство Фомы имеет ряд проблем, вытекающих из реалистической трактовки свойств. Основная проблема, согласно современному философу Алвину Плантинге, состоит в том, что в конечном счёте получается, что Бог является самоэкземплифицированным свойством, и достаточно сложно представить, как некое свойство могло создать мир или воплотиться в нём. Альтернативой в схоластике был подход номиналистов, прежде всего Дунса Скота, отказывавших свойствам в существовании и потому решавших проблему простоты менее противоречивым образом. Ричард Мюллер полагает, что Арминий был ближе к последним, поскольку своё определение божественной простоты он построил в апофатическом ключе, как отсутствие структуры или частей любого рода, формы или материи.
Не менее важным вопросом для Арминия была проблема божественной бесконечности, которую он понимал как свободу божественной природы от всяческих границ и ограничений. Из простоты и бесконечности далее он выводит ряд дополнительных атрибутов (всеохватность, бесстрастность, неизменность, единство, благость и святость), используемых для усиления характеристики превосходных степеней качеств Бога. В то же время трактовка качеств у Арминия достаточно стандартная, он не понимает всеохватность в духе пантеизма или вечности как вневременности Бога. Существенно, что для реформатских богословов неизменность Бога ни в коем случае не предполагала его пассивности, более того, Бог понимался как «чистое действие» (лат. actus purus). Имелось в виду, что Бог не подвержен страстям и что мучения распятого Сына являются свойством его человеческой природы. С другой стороны, Арминий разделял латинскую богословскую традицию, в которой Бог проявлял некоторые аффекты, прежде всего божественные любовь и гнев, отличаемые от человеческих эмоций.
В рамках «второго момента божественности», то есть божественной жизни, Арминий рассматривал божественные разум (intellectus), волю и власть в порядке регулирующего приоритета. В данном случае Арминий вновь следовал томистской традиции, определяя познавательную способность Бога как способ, которым он разделяет все вещи и определяет их взаимосвязи. Бог знает всё, что существует, и всё, что могло бы существовать. Знание у Бога не «возникает», а присуще его природе, и потому не может быть понято по аналогии с человеческим. Бог знает все истины, контингентные и необходимые, во всей их полноте. В 30-м тезисе диспута De natura Dei Арминий определяет божественное знание как «способность его жизни, первая по природе и порядку, с помощью которой он раздельно понимает все и всякие вещи, какой бы сущности они не были сейчас, в прошлом, будущем или могли быть, или быть гипотетически, и все и всякие вещи в их порядке, связи и различных аспектах, которые они имеют или могут иметь; не исключая даже такие сущности, которые относятся к разуму и которые только существуют или могут существовать в уме, воображении или рассуждении». Эф Деккер предполагает, что выражение «все и всякие вещи» подразумевает, что Бог знает не только универсалии, но и отдельные предметы. Различение «возможных» и «гипотетически возможных» сущностей, вероятно, отсылает к концепции среднего знания испанского иезуита Луиса де Молины (1535—1600), известной как «молинизм». В данном случае Арминий находится в согласии с трёхчастными способами божественного знания у Молины, различавшего фактическое знание актуальных возможностей («свободное знание», scientia libera), знание всех возможностей («естественное знание», scientia naturalis) и, наконец, знание гипотетических возможностей, относительно которых он не сформулировал свою волю и оставил на усмотрение свободной воли своих созданий. В богословии Арминия всеведение и предзнание Бога не делает контингентные события необходимыми, что позволяет избежать детерминизма. Применительно к проблематике спасения Бог некоторым образом распределяет благодать между людьми и знает, как тот или иной человек примет или отвергнет её. Некоторые исследователи оспаривают выводы Деккера, утверждая, что Арминий не рассматривал серьёзно идею среднего знания и не разделял молинистскую концепцию предопределения.
Принимая интеллектуалистскую позицию Фомы Аквинского, Арминий говорит, что божественная воля «следует за божественным разумом и производится из него». Поскольку знание Бога направлено к благу, таким же образом направлена и его воля. Следуя древнему разделению, восходящему как минимум к Иоанну Дамаскину, Арминий различает «антецедентную» (предварительную) и «консеквентную» (последующую) воли Бога. По первой из них Бог желает, чтобы все люди спаслись (1Тим. 2:4), тогда как по другой он в том некоторым отказывает (Мф. 23:37, 38). Таким образом, антецедентной воле можно сопротивляться, и Бог в результате может желать того, что не произойдёт. В целом реформатское богословие отрицает такое различение. Сходным образом Арминий проводит разграничение между абсолютной (безусловной) и условной волей Бога. Однако, поскольку Бог прост, проста и непротиворечива его воля. По своей явленности воля Бога у Арминия и других протестантов делится на тайную (voluntas arcana, воля установлений, decreti), о которой ничего не может быть точно известно, и данную в откровении (voluntas revelata, воля заповедей, praecepti). После 1603 года Арминий избегал употребления данной классификации. По мнению К. Стэнглина, Арминий был склонен считать божественные установления тайной в меньшей степени, чем другие реформатские богословы.

### Взаимоотношение Бога и человека
Разработка учения о сотворении мира в свете необходимой божественной благости не была завершена Арминием. В целом оно сводится к тому, что Бог свободным от каких-либо ограничений актом, в соответствии со своей мудростью и благостью, создал этот мир. Данное действие не было необходимым, но будучи сотворённым, мир находится в полном согласии с Богом. Дальнейшее рассмотрение в свете учения о предопределении приводится в диспуте XXIV (Disp. priv. XXIV), а также более кратко в «Объявлении мнения» и «Articuli nonnulli». Основной вывод, к которому пришёл Арминий, находился в противоречии с взглядами Гомаруса, подчинившего божественные установления относительно сотворения решениям о предопределении. В супралапсарианстве Безы и Гомаруса решение Бога об избрании или проклятии логически предшествовало созданию, что предполагало людей в качестве «созданий разумных неопределённо предвидимых» (creaturae rationales indifinite praescitae). Такой подход Арминий находил онтологически неприемлемым, поскольку Бог не имеет власти над возможным, и даже с точки зрения его абсолютной власти спасение или проклятие несуществующих людей невозможно. Вслед за Фомой Аквинским, утверждавшим, что Бог творил не «от чего», но «к чему», Арминий говорит, что первым своим движением Бог направлен к сообщению людям блага. Соответственно, ошибается Гомарус, когда говорит, что первым делом Бог разделяет людей на хороших и злых или, что то же, предопределяет их к тому или иному исходу — это невозможно не только онтологически, но и морально, поскольку делает Бога источником зла, а не добра. Таким образом, в богословии Арминия сотворение занимает первостепенное место как основание предопределения.
Отношение Бога с людьми определяется с, одной стороны, «бесконечной» разницей между ними, такой, что твари «всегда ближе к ничто, чем к своему создателю» (Orationes tres). С другой стороны, требует осмысления тот факт, что Бог сформулировал свои заветы, которыми принял на себя некоторые обязательства. В такой перспективе, действуя во исполнение своих заветов, акт творения можно было понимать как действие Бога во исполнение своего обязательства (potentia ordinata). Эта берущая начало от Августина концепция имела последователей и в Средние века, и английский схоласт первой половины XIV века Роберт Холкот прямо заявлял, что «наш Господь становится должником по причине своего собственного обетования». В такой формулировке протестанты видели умаление божественной суверенности. Вместе с Гомарусом Арминий был согласен с тем, что «Бог ничей должник» (Deus nulli est debtor), но отсюда для последнего не следовало, что Богу пристало желать или причинять зло тем, кто не заслужил наказания. В терминологии Арминия божественная воля по отношению к своим созданиям описывается как certum foedus, «определённый договор».

### Учение о провидении и предопределении
Протестантское богословие дало множество определений предопределения. В своём «Объявлении мнения» Арминий приводит следующую формулировку:

Провидение — это заботливое, постоянное и повсеместное наблюдение и попечение Божье, посредством которого Он заботится обо всём мире в целом и о каждом из всех своих творений в частности, без какого-либо исключения, причём таким образом, чтобы сохранить и направить их, [действуя] изнутри их собственной природы, через их собственные качества, действия и чувства, и в соответствии как с тем, что отвечает Его [природе], так и с тем, что гармонирует с их [природой], — ради похвалы имени Его и спасения верующих.

Центральными элементами учения Арминия о предопределении являются идеи о сохранении и управлении Богом сотворённым миром. Без постоянного участия Бога мир прекратил бы своё существование, а божественное провидение поддерживает и дополняет деятельность тварей, позволяя им действовать сообразно их природе. Провидение, а не свободная воля или случай, всё регулирует и всем управляет. Особое внимание Арминий уделяет божественному содействию (concursus), то есть представлению о том, что Бог, давая возможности и способности сотворённым существам, соучаствует в их делах. В то же время Арминий не согласен с мнением некоторых схоластов, которые участие Бога рассматривали как вторичную или более низкого порядка причину человеческих действий. По его мнению, concursus проявляется в одновременных действиях Бога и его созданий. В число категорий божественного провиденциального управления Арминий включает также «дозволение», что особенно важно в его рассмотрении проблемы причины существования зла. Приступая к данному вопросу в своих диспутах, Арминий прежде всего отказывается от стратегии отрицания существования и власти зла в мире или же признания зла иллюзорным. Неверным он также считает отрицание или приуменьшение деятельной власти Бога, представляя его устранившимся от мирских дел. Отрицает Арминий как «манихейство», приписывающее возникновение зла некоему почти равному Богу началу, так и возможность объявления Бога источником греха. Последнее заблуждение Арминий приписывал в том числе Кальвину, считавшему, что «осуждённые к проклятию не могут уклониться от необходимости грешить, поскольку необходимость такого рода заложена в них поведением Господа». Собственное решение Арминия поставленных вопросов сочетает божественное участие и человеческую свободу. В критике трактата Уильяма Перкинса он разъясняет смысл, в котором Бог «дозволяет» грех, следующим образом: не делая грех невозможным, он даёт ему возможность произойти. Дозволение, согласно Арминию, это нечто среднее между волением и не-волением.
Учение о предопределении, рассматривающее провидение Бога относительно распределения людей на праведников, которые спасутся, и грешников, которые будут прокляты, существует во всех течениях протестантизма. Основными спорными вопросами являются возможность синергизма, то есть соучастия свободных действий человека в деле его спасения, и проблема последовательности Божьих установлений (ordo decretorum). Последняя из них в ранней протестантской схоластике, к которой относят и Арминия, решалась иначе, чем в период после Дордрехтского синода 1618 года. В начале XVII века несколько тезисов считались общепринятыми, в том числе то, что установления касаются всех вещей, и, соответственно, установления относительно предопределения выделялись только терминологически; ничто не происходит вне божественного плана; установления существуют от вечности, в них нет хронологического порядка, а только логический; исполнение установлений происходит во времени. Термин «супралапсарианство» (от supra lapsum, «до [грехо]падения») при жизни Арминия ещё не употреблялся, но такая концепция существовала и была широко распространена. В рамках неё логический (не хронологический, поскольку решение принималось до начала времён) порядок божественных установлений мыслился так: вначале Бог определил, кто из людей будет спасён, а кто проклят, затем следовало решение о создании человечества, а затем о его грехопадении. Такая схема была призвана подчеркнуть суверенность Бога в его решениях и обеспечить уверенность в спасении для спасаемых. Возражения Арминия против супралапсарианства двояки, церковно-исторические и догматические. В историческом отношении он указывает на то, что никакой вселенский или значительный поместный собор, на котором бы рассматривался вопрос о предопределении, а таких было немало, включая те, на которых осуждались пелагианская и полупелагианская ереси, не соглашался ни с чем подобным. Не являлось супралапсарианство типичным для протестантских церквей того времени, и нет продолжительной богословской традиции рассматривать его как основание спасения. Теоретические возражения Арминия включают попытки показать противоречие оспариваемого учения основополагающим принципам божественной природы, прежде всего справедливости и простоты. К таковым Арминий относил принципы карать до осуждения, что не справедливо, и награждать согрешивших избранников (поскольку никакие прижизненные грехи избранного не могут изменить решения об избрании, что абсурдно.
В диапазоне между «либертарианским» и контингентным взглядами на соотношение между божественной суверенностью и человеческой свободой воли Арминий тяготел, скорее, к первому подходу. В «Apologia adversus articulos XXXI» он пояснил различие между необходимостью, контингентностью и определённостью: «ни о чём контингентном, то есть ни о чём из того, что совершается или совершилось контингентно, нельзя сказать, что оно необходимо или было необходимо по отношению к божественным установлениям». Контингентными являются вещи, которые не обязаны были произойти тем способом, которым они произошли, в отличие от необходимых. Свободными могут быть только контингентные действия, в том числе и грехопадение. Контингентность события, однако, не означает, что оно произошло против воли Бога и вне его ведения; напротив, Бог предвидел его в своём непогрешимом всеведении, определённо и несомненно — но на осуществление события не было его воли. Таким образом, Арминий не согласен как с кальвинизмом, который наделяет божественное предвидение силой каузальности, так и с современным учением открытого теизма, отказывающего Богу в полноте знания будущих контингентных событий.
Американский богослов Роберт Э. Пицирилли (Robert E. Picirilli) суммировал взгляды Арминия на предопределение так: «безусловность суверенных решений Бога необязательно означает, что все исходы, которые Бог назначает, достигаются безусловно или необходимо». Также исследователи обращают внимание на христоцентричность учения Арминия, который полагает основанием предопределения роль Христа как посредника, поскольку именно через отношение к Христу Бог знает о каждом человеке. Действительно, в «Объявлении мнения» Арминий утверждает, что Бог безусловно назначил Христа для выполнения его служения в качестве «посредника, искупителя, спасителя, священника и царя». Вторым своим установлением Бог постановил спасти тех, кто покаялся и уверовал в Христа, а нераскаявшимся грешникам уготовил свой гнев. В-третьих, Бог безусловно постановил распорядиться средствами к спасению в соответствии с его мудростью и правосудием. В-четвёртых, он безусловно постановил спасти и проклясть определённых людей согласно их предвидимым, соответственно, вере и неверию. Таким образом, Арминий утверждал об индивидуальных условных избрании и репробации.

### Учение о грехе, благодати и спасении
Человек, будучи создан по образу и подобию Бога, состоит из двух частей, естественной и сверхъестественной. Первая определяет его как человека, вторая включает такие акцидентальные свойства, как интеллект, влечения и свободную волю. Обе составляющие человека в своей подобности Богу выражены в душе. В первоначальном своём состоянии воля и интеллект человека были направлены к добру и праведности, но в силу своей свободы привели к грехопадению. Согласно Арминию, между Богом и Адамом был заключён завет, включающий указание работать, обещание награды и угрозу наказания. Следование завету и послушание Богу привело бы Адама к славе и вечной жизни. В одном из своих диспутов (Priv. disp. XXVI) Арминий заявляет, что «если бы человек не грешил, тело никогда бы не умирало». Тем не менее, своим свободным действием Адам согрешил, непосредственным следствием чего стало наложение на него временно́й и вечной смертности в качестве наказания. Дополнительно Адам утратил свою первозданную праведность, обеспечиваемую присутствием Святого Духа. Грех Адама действует не только на него одного, но и «на весь его род и потомство». Именно утрату праведности Арминий и называет первородным грехом. В падшем состоянии человек утрачивает способность стремиться к добру самостоятельно, и в этом смысле его воля не свободна. То есть, будучи свободной от необходимости, человеческая воля не свободна от греха и проклятия.
Рассуждая о свободе воли, ни Арминий, ни другие лейденские богословы не были сторонниками детерминизма, речь шла исключительно о возможности свободного стремления человека к благу. Здесь выделялось три способа существования: невинное состояние до грехопадения, порочное состояние после падения и ставшее возможным после искупительной жертвы Христа возрождённое состояние. Относительно того, что Адам до грехопадения обладал свободой воли, споров не было. Сложнее дело обстояло с человеком в порочном состоянии и тем, каким образом осуществлялся процесс его перехода к возрождению. В то время как коллеги Арминия Гомарус и Кухлинус высказывались вполне определённо, отказывая человеку в свободном движении к спасению до своего возрождения, нюансы взглядов Арминия суммировать несколько сложнее. В соответствии с реформатской ортодоксией, единственным средством спасения Арминий называл получение благодати. Саму благодать вполне традиционным образом он определял как то, что Бог посылает своим возлюбленным созданиям, «не за заслуги или из долга, и не потому, что это добавит что-то ему самому». Спасительная благодать является первым движением Бога для принятия грешников, их изменения к возрождению и санктификации. В целом описание благодати у Арминия не противоречит тому, что писали его реформатские коллеги. Таким образом, причиной веры или неверия человека, его спасения или проклятия являются не предвечные установления Бога, а собственное решение человека принять или отказаться от благодати. Относительно того, можно ли считать Арминия синергистом, или же он исключал участие человека в спасении, мнения современных исследователей расходятся. Сторонниками признания Арминия таковым являются К. Стэнглин, Т. МакКолл и Р. Олсон, противниками — К. Бэнгс, Р. Пицирилли и другие. В любом случае, согласно Арминию, спасение людей достигается исключительно через посредство благодати, исключительно верой. Существенным отличием, на которое обращал внимание сам Арминий, состояло в том, что, по его мнению, человек может сопротивляться действию благодати.

## Историография

### Влияние
Арминий не отделял себя от Реформатской церкви и скончался в её лоне. Обособление «арминиан», или «ремонстрантов», в качестве отдельного течения протестантизма началось после его смерти, с принятия в 1610 году его последователями вероучительного документа, получившего название Пять артикулов ремонстрантов. Согласно первой статье документа, в значительной степени основанного на «Объявлении мнения», «Бог по вечному, неизменному намерению во Иисусе Христе, Своём Сыне, прежде создания мира постановил из падшего, греховного человеческого рода спасти во Христе, ради Христа и через Христа тех, кто по благодати Святого Духа уверует в сего Сына Его Иисуса и устоит в этой вере и послушании веры, по Его благодати, до самого конца; и, с другой стороны, оставить неисправимых и неверующих во грехе и под гневом и осудить их как чуждых Христу». Такая формулировка утверждала основанием предопределения предвидимую веру человека. Второй и четвёртый пункты описывали благодать как всеобщую и потенциально отвергаемую, что также противоречило кальвинистскому подходу. Согласно определению современного арминианского богослова Роджера Олсона, арминианство является «евангелическим синергизмом», в противоположность синергизму еретическому, или гуманистическому, осуждённому как полупелагианство, и еретическому монергизму (пелагианству). Таким образом, по Олсону арминианство подразумевает предвосхищение благодати человеком, направляющим свою добрую волю к Богу, включая несопротивление спасению, идущему от Христа. В плане расхождений с кальвинизмом арминианство отрицает безусловное избрание, исключающее возможность спасения для некоторых людей. Арминий не признавал кальвинистское различение между распоряжением Бога на совершение грехопадения и его позволением (не-запрещением), считая его катастрофичным с точки зрения благости. В отличие от Арминия, многие из его последователей (Симон Епископий, Филипп ван Лимборх) отвергали безусловную уверенность в спасении или же не позволяющую отпасть благодать.
Оформление арминианства как отдельного протестантского течения произошло в течение XVII века, после запрета в результате Дордрехтского синода, а затем продолжавшихся до смерти штатгальтера Морица Оранского в 1625 году гонений. Исповедание веры ремонстрантов было составлено Симоном Епископием в 1621 году, а их богословие впервые было систематически изложено в трактате «Theologia Christiana» (1686) Филиппа ван Лимборха (1633—1721). С учётом различий во мнениях между Арминием и его позднейшими единомышленниками дискуссионным является вопрос о соотношении «арминианского» и «ремонстрантского» богословий, то есть собственных взглядов Арминия и ремонстрантов второго поколения. Как отмечает К. Бэнгс, для многих исследователей, воспринимающих труды Арминия через призму Дордрехтского собора и последующих событий, оказывается неожиданным не обнаружить в них характерные черты позднейшего арминианства. Как следствие, спектр мнений о положении богословия Арминия среди близких ему учений достаточно широк. Американский профессор богословия Джон Хикс (John Mark Hicks) выделяет три существующих подхода. Согласно первому, арминианство в узком смысле слова тождественно с ремонстранством, и вместе они разными авторами сближаются с социнианством, уэслианством или пелагианством. Некоторые авторы, например, Исаак Дорнер и Чарльз Ходж, рассматривают учение Арминия как промежуточный шаг на пути к арминианству. Наконец, много сторонников имеет точка зрения о радикальном различии между Арминием, помещаемым в таком случае в один ряд с деятелями Реформации XVI века, и его последователями. По мнению американского богослова и президента Уэлч-колледжа Дж. Мэтью Пинсона (J. Matthew Pinson), в том, что касается последующего богословия, многие историки совершают логическую ошибку post hoc ergo propter hoc, приписывая Арминию влияние на более поздние течения мысли. Так, швейцарский реформатский баптист Роджер Николь описывал Арминия как прародителя той «скользкой дорожки», которая через «впитавших социнианство» Епископия и ван Лимборха привела к унитарианству, универсализму и либеральной философии Эдгара Брайтмана.

### Состояние изучения
Арминианское богословие вызывало и вызывает значительные споры, но примечательно, что для многих из тех, кто внёс вклад в дискуссию в XVII—XX веках, сам Арминий оставался абстрактной фигурой, «мучеником за истину» или еретиком. Как следствие, состояние изучения наследия Арминия характеризует повторяемое многими исследователями утверждение о том, что он является одним из самых недооценённых и недопонятых христианских богословов. Американский историк Кит Стэнглин (Keith D. Stanglin) считает, что такое положение дел обусловлено накопившимися за 400 лет мифами, в свою очередь проистекающими из слабого знакомства с оригинальными текстами голландского богослова, а также сложностью помещения его в определённый исторический или интеллектуальный контекст. В результате вплоть до настоящего времени отсутствуют работы, систематически излагающие богословие Арминия. Проблема контекстуализации является, с одной стороны, непосредственным следствием слабого знакомства с текстами Арминия, с другой стороны — отсутствием адекватной методологии сопоставления, в результате чего сравнение осуществляется преимущественно с зависящими от него богословами XVIII века. Наконец, препятствием для объективного анализа является предвзятость многих исследователей, их желание доказать или опровергнуть еретичность взглядов Арминия. Как отмечает Дж. Мэтью Пинсон, следствием такого положения дел стала тенденция излагать биографию Арминия по возможности кратко, сводя её к тезису «Арминий — отец арминианства», после чего переходить к изложению Пяти пунктов Ремонстрации и учению Симона Епископия.
Первыми биографиями Арминия стали произнесённая его другом, регентом Богословского колледжа Петрусом Бертиусом поминальная речь («De vita et obitu reverendi & clarissimi viri D. Iacobi Arminii oratio», 1609) и вышедшая век спустя книга ремонстрантского священника Каспара Брандта («Historia vitae Iacobi Arminii», 1724). Вышедшая в 1905 году монография Яна Маронье преимущественно опиралось на их труды. Подготовленная Карлом Бэнгсом биография «Arminius: A Study in the Dutch Reformation» (1971) стала кульминацией его многолетних исследований. В ней он дополнил ранее известные сведения материалами из церковных и муниципальных архивов, уточнив дату рождения Арминия и другие биографические данные. Книга Бэнгса является вплоть до настоящего времени основным биографическим источником. Более значителен вклад Бэнгса в борьбу с характерными для реформатской историографии представлениями о том, что Арминий являлся «хитрым притворщиком, тайно преподававшим учение, отличное от содержавшегося в его опубликованных трудах». Работы Бэнгса придали существенный импульс арминианским исследованиям, связав обстоятельства жизни Арминия с нюансами его мысли, а также последующей полемикой между кальвинистами и арминианами. Исследование богословия «исторического» Арминия началось в 1990-х годах с работ Ричарда Мюллера, Эфа Деккера, Ф. Стюарта Кларка и Кита Стэнглина. Разрабатывая тему методами исторического богословия, Р. Мюллер в своих работах уделяет особое внимание трактовке различных богословских вопросов у Арминия и современных ему реформатских богословов. Как показал Мюллер («God, Creation, and Providence in the Thought of Jacob Arminius», 1991), Арминий находился в русле протестантской схоластики и был хорошо осведомлён о дискуссиях в среде его лютеранских и католических современников. Эклектическую методологию Арминия Мюллер характеризует как модифицированный томизм и потому считает некорректным отнесение его к антисхоластическому лагерю и к традиции библейского гуманизма. В своих последующих работах Мюллер сместил акцент с представления Арминия как «богослова сотворения», уделив большее внимание идее божественного самоограничения в учении лейденского богослова. В диссертации Эфа Деккера «Rijker dan Midas: vrijheid, genade en predestinatie in de theologie van Jacobus Arminius (1559—1609)» (1993) проведён систематический анализ богословия Арминия с точки зрения идей свободы, благодати и предопределения. Соответственно, у Деккера Арминий предстаёт как «богослов свободы». Основным тезисом диссертации К. Стэнглина, защищённой под руководством Р. Мюллера в 2006 году, было обоснование того, что отход Арминия от реформатского богословия был связан с идеей уверенности в спасении, тогда как темы предопределения и свободы воли являлись лишь следствием. В своей монографии 2010 года Вильям ден Бур, учитывая многообразие точек зрения во вторичной литературе, предпочёл обосновывать свои выводы о важности для Арминия концепции божественного правосудия путём непосредственного использования трудов Арминия. Из относительно недавних работ следует отметить монографию К. Стэнглина и Тома МакКолла (Tom McCall) «Jacob Arminius: Theologian of Grace» 2012 года и материалы состоявшейся в том же году конференции «Rethinking Arminius: Wesleyan and Reformed Theology for the Church Today». Задачи современного этапа арминиеведения (Arminius studies) авторы видят в «предоставлении слова историческому Арминию», выявлении исторических и богословских контекстов и анализе всего корпуса текстов Арминия.